# Anton Rop

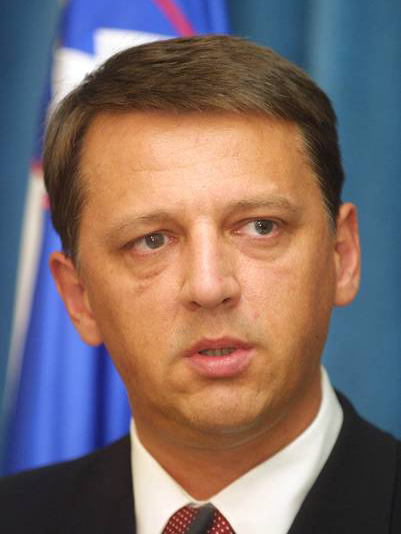
Anton Rop

Anton Rop (Ljubljana, 27 december 1960) was de vierde minister-president van Slovenië sinds de onafhankelijkheid (1991).
Rop studeerde economie in Ljubljana, waar hij afstudeerde als macro-econoom. Tussen 1985 en 1992 werkte hij als plaatsvervangend directeur van het instituut voor macro-economische analyse en ontwikkeling, dat gevestigd is in Ljubljana. Een belangrijke rol was voor hem weggelegd in de voorbereiding van de privatiseringswetgeving, die in de jaren negentig geleidelijk werd omgezet. Van 1990 tot 1994 zat Rop in de gemeenteraad van Ljubljana.
Zijn landelijke politieke loopbaan begon hij als staatssecretaris van economische zaken (in 1993). Tussen 1996 en 2000 was hij minister van werkgelegenheid en sociale zaken. De functie was vrijgekomen door het vertrek van de sociaaldemocraten uit de coalitie. Hij keerde terug in 2000 als minister van financiën.
Rop werd als premier geïnstalleerd op 22 december 2002, daar zijn voorganger Janez Drnovšek tot president van de republiek gekozen werd. Anton Rop was daarmee de leider van de politieke partij Liberalna Demokracija Slovenije (Liberale Democratie van Slovenië). Het mandaat van de regering Rop liep tot de verkiezingen op 3 oktober 2004, waarin zijn partij groot verlies leed. Anton Rop was demissionair premier tot 9 november 2004, toen hij werd opgevolgd door oppositieleider Janez Janša. Anton Rop voerde na de verkiezingsnederlaag in 2004 aanvankelijk als fractievoorzitter en partijvoorzitter van de LDS de parlementaire oppositie aan. Door interne druk trad hij in 2005 af, waarna hij op 15 oktober 2005 als partijleider werd opgevolgd door Europarlementariër Jelko Kacin.
Lojze Peterle · Janez Drnovšek (1e) · Andrej Bajuk · Janez Drnovšek (2e) · Anton Rop · Janez Janša (1e) · Borut Pahor · Janez Janša (2e) · Alenka Bratušek · Miro Cerar · Marjan Šarec · Janez Janša (3e) · Robert Golob
- Gemeinsame Normdatei: 1156591031
- International Standard Name Identifier: 0000 0004 2067 2971
- Virtual International Authority File: 305472423
- WorldCat: E39PCjHWQxCbpmK4jpBbMKvpMX